# Campionati francesi di sci alpino 2014
I Campionati francesi di sci alpino 2014 si sono svolti a Les Arcs e a Méribel dal 18 al 30 marzo. Il programma includeva gare di discesa libera, supergigante, slalom gigante, slalom speciale e supercombinata, tutte sia maschili sia femminili, ma la discesa libera, il supergigante e la supercombinata femminili sono state annullate.
Trattandosi di competizioni valide anche ai fini del punteggio FIS, vi hanno partecipato anche sciatori di altre federazioni, senza che questo consentisse loro di concorrere al titolo nazionale francese.

## Risultati

### Uomini

#### Discesa libera
| Pos. | Atleta              | Nazione     | Tempo   |
| ---- | ------------------- | ----------- | ------- |
| 1    | Johan Clarey        | Francia     | 1:58,43 |
| 2    | David Poisson       | Francia     | 1:59,12 |
| 3    | Maxence Muzaton     | Francia     | 1:59,21 |
| 4    | Matteo Marsaglia    | Italia      | 1:59,31 |
| 5    | Guillermo Fayed     | Francia     | 1:59,33 |
| 6    | Mattia Casse        | Italia      | 1:59,51 |
| 7    | Blaise Giezendanner | Francia     | 2:00,00 |
| 8    | Nicolas Raffort     | Francia     | 2:00,05 |
| 9    | Douglas Crawford    | Regno Unito | 2:00,51 |
| 10   | Silvano Varettoni   | Italia      | 2:00,66 |

Data: 18 marzo

Località: Méribel

Ore: 

Pista: 

Partenza: 2 249 m s.l.m.

Arrivo: 1 432 m s.l.m.

Dislivello: 817 m

Tracciatore: Stéphane Sorrel

#### Supergigante
| Pos. | Atleta                   | Nazione     | Tempo   |
| ---- | ------------------------ | ----------- | ------- |
| 1    | Matteo Marsaglia         | Italia      | 1:18,88 |
| 2    | Thomas Mermillod Blondin | Francia     | 1:19,15 |
| 3    | Mattia Casse             | Italia      | 1:19,26 |
| 4    | Alexis Pinturault        | Francia     | 1:19,99 |
| 5    | Steve Missillier         | Francia     | 1:20,22 |
| 6    | David Poisson            | Francia     | 1:20,33 |
| 7    | Giovanni Borsotti        | Italia      | 1:20,44 |
| 8    | Douglas Crawford         | Regno Unito | 1:20,55 |
| 9    | Silvano Varettoni        | Italia      | 1:20,57 |
| 10   | Hugo Geraci              | Francia     | 1:20,76 |

Data: 20 marzo

Località: Méribel

Ore: 

Pista: 

Partenza: 1 960 m s.l.m.

Arrivo: 1 432 m s.l.m.

Dislivello: 528 m

Tracciatore: Christophe Saioni

#### Slalom gigante
| Pos. | Atleta               | Nazione | Tempo   |
| ---- | -------------------- | ------- | ------- |
| 1    | Mathieu Faivre       | Francia | 2:17,40 |
| 2    | Thomas Fanara        | Francia | 2:17,41 |
| 3    | Alexis Pinturault    | Francia | 2:17,46 |
| 4    | Steve Missillier     | Francia | 2:18,76 |
| 5    | Élie Gateau          | Francia | 2:18,85 |
| 6    | Jean-Baptiste Grange | Francia | 2:19,02 |
| 7    | Matteo Marsaglia     | Italia  | 2:19,30 |
| 8    | Giovanni Borsotti    | Italia  | 2:19,32 |
| 9    | Mattia Casse         | Italia  | 2:20,47 |
| 10   | Guillaume Grand      | Francia | 2:21,04 |

Data: 21 marzo

Località: Méribel

1ª manche:

Ore: 

Pista: 

Partenza: 1 830 m s.l.m.

Arrivo: 1 432 m s.l.m.

Dislivello: 398 m

Tracciatore: Jean-Michel Agnellet

2ª manche:

Ore: 

Pista: 

Partenza: 1 830 m s.l.m.

Arrivo: 1 432 m s.l.m.

Dislivello: 398 m

Tracciatore: Laurent Buttafoghi

#### Slalom speciale
| Pos. | Atleta                   | Nazione | Tempo   |
| ---- | ------------------------ | ------- | ------- |
| 1    | Victor Muffat Jeandet    | Francia | 1:22,81 |
| 2    | Julien Lizeroux          | Francia | 1:22,85 |
| 3    | Giuliano Razzoli         | Italia  | 1:22,96 |
| 4    | Maxime Tissot            | Francia | 1:23,22 |
| 5    | Adam Peraudo             | Italia  | 1:23,41 |
| 6    | Thomas Mermillod Blondin | Francia | 1:23,62 |
| 7    | Thomas Fanara            | Francia | 1:23,98 |
| 8    | Anthony Obert            | Francia | 1:24,13 |
| 9    | Robin Buffet             | Francia | 1:24,31 |
| 10   | Théo Leleu               | Francia | 1:24,37 |

Data: 30 marzo

Località: Les Arcs

1ª manche:

Ore: 

Pista: 

Partenza: 1 803 m s.l.m.

Arrivo: 1 655 m s.l.m.

Dislivello: 148 m

Tracciatore: Didier Mollier

2ª manche:

Ore: 

Pista: 

Partenza: 1 803 m s.l.m.

Arrivo: 1 655 m s.l.m.

Dislivello: 148 m

Tracciatore: Frédéric Perrin

#### Supercombinata
| Pos. | Atleta                   | Nazione | Tempo   |
| ---- | ------------------------ | ------- | ------- |
| 1    | Alexis Pinturault        | Francia | 2:06,13 |
| 2    | Thomas Mermillod Blondin | Francia | 2:06,45 |
| 3    | Steve Missillier         | Francia | 2:06,50 |
| 4    | Victor Muffat Jeandet    | Francia | 2:07,26 |
| 5    | Greg Galeotti            | Francia | 2:07,50 |
| 6    | Matteo Marsaglia         | Italia  | 2:07,82 |
| 7    | Élie Gateau              | Francia | 2:07,96 |
| 8    | Nils Allègre             | Francia | 2:08,03 |
| 9    | Mathieu Faivre           | Francia | 2:08,09 |
| 10   | Jonas Fabre              | Francia | 2:08,28 |

Data: 20 marzo

Località: Méribel

1ª manche:

Ore: 

Pista: 

Partenza: 1 960 m s.l.m.

Arrivo: 1 432 m s.l.m.

Dislivello: 528 m

Tracciatore: Christophe Saioni

2ª manche:

Ore: 

Pista: 

Partenza: 

Arrivo: 

Dislivello: 

Tracciatore: Jeff Piccard

### Donne

#### Discesa libera
La gara, originariamente in programma il 24 marzo a Méribel, è stata annullata.

#### Supergigante
La gara, originariamente in programma il 22 marzo a Méribel, è stata annullata.

#### Slalom gigante
| Pos. | Atleta              | Nazione | Tempo   |
| ---- | ------------------- | ------- | ------- |
| 1    | Federica Brignone   | Italia  | 1:50,26 |
| 2    | Marion Bertrand     | Francia | 1:50,84 |
| 3    | Anne-Sophie Barthet | Francia | 1:51,57 |
| 4    | Romane Miradoli     | Francia | 1:51,82 |
| 5    | Sabrina Fanchini    | Italia  | 1:52,65 |
| 6    | Michela Azzola      | Italia  | 1:52,85 |
| 7    | Elena Curtoni       | Italia  | 1:52,87 |
| 8    | Alison Willmann     | Francia | 1:53,22 |
| 9    | Marie Massios       | Francia | 1:53,28 |
| 10   | Joséphine Forni     | Francia | 1:53,39 |

Data: 21 marzo

Località: Méribel

1ª manche:

Ore: 

Pista: 

Partenza: 1 740 m s.l.m.

Arrivo: 1 432 m s.l.m.

Dislivello: 308 m

Tracciatore: Pierre-Yves Albrieux

2ª manche:

Ore: 

Pista: 

Partenza: 1 740 m s.l.m.

Arrivo: 1 432 m s.l.m.

Dislivello: 308 m

Tracciatore: Lionel Pellicier

#### Slalom speciale
| Pos. | Atleta            | Nazione | Tempo   |
| ---- | ----------------- | ------- | ------- |
| 1    | Nastasia Noens    | Francia | 1:37,80 |
| 2    | Federica Brignone | Italia  | 1:38,78 |
| 3    | Anémone Marmottan | Francia | 1:38,90 |
| 4    | Marion Bertrand   | Francia | 1:39,17 |
| 5    | Michela Azzola    | Italia  | 1:39,40 |
| 6    | Adeline Baud      | Francia | 1:39,86 |
| 7    | Taïna Barioz      | Francia | 1:40,29 |
| 8    | Lucie Piccard     | Francia | 1:40,90 |
| 9    | Elena Curtoni     | Italia  | 1:41,07 |
| 10   | Marion Pellissier | Francia | 1:41,31 |

Data: 20 marzo

Località: Méribel

1ª manche:

Ore: 

Pista: 

Partenza: 1 630 m s.l.m.

Arrivo: 1 432 m s.l.m.

Dislivello: 198 m

Tracciatore: Ronan Coste

2ª manche:

Ore: 

Pista: 

Partenza: 1 630 m s.l.m.

Arrivo: 1 432 m s.l.m.

Dislivello: 198 m

Tracciatore: Ronan Coste

#### Supercombinata
La gara, originariamente in programma il 22 marzo a Méribel, è stata annullata.